# 神機營管理大臣
神機營管理大臣，為清朝主管神機營之職官，員額不限，由皇帝於王公、領侍衛內大臣、八旗都統、副都統、前鋒統領、護軍統領內特簡充任。

## 建置
道光十九年（1839年），御前大臣奕紀奏請建置神機營，設職官，鑄造印信，以奕紀為管理大臣。咸豐十一年（1861年），下設專操大臣16人。同治初年，改訂官制，上設神機營掌印管理大臣。